# Император Цяньлун в церемониальных доспехах на коне
«Император Цяньлун в церемониальных доспехах на коне» — конный портрет китайского императора Цяньлуна, созданный придворным живописцем-миссионером Джузеппе Кастильоне (известным в Китае под принятым им именем Лан Шинин (郎世宁). Портрет создан при помощи чернил и красок на шёлке в 1739 или 1758 году. На данный момент находится в собрании Дворцового музея на территории Запретного города.
Существует несколько теорий относительно времени создания этого портрета. По утверждению в описании на сайте музея, где хранится картина, она была создана в 1739 году, на ней императору Цяньлуну 29 лет. Именно в 1739 году в парке Наньюань в южных окрестностях Пекина император принимал военный парад. В некоторых источниках указано, что работа была создана в 1758 году, и на ней императору 47 лет. Тем не менее работа была создана в период золотого века китайской живописи и культуры в целом.
Со временем работа стала одним из знаковых изображений Цяньлуна. На картине император изображён на коне с поводьями в руках в маньчжурских церемониальных доспехах, с луком и стрелами во время смотра своих войск. Подобные смотры император проводил каждые три года. Плеть и поводья в руках императора могут трактоваться как символ его власти и успешности. На картине нет подписи художника, но по её стилю исполнения и движению мазков авторство Джузеппе Кастильоне считается неоспоримым. Для создания работы использовались традиционные китайские материалы — шёлк, чернила, пигменты и китайская кисть, ряд элементов, таких как внешний вид лошади, облака, фон, светотень, выдают в ней итальянскую манеру живописи и происхождение художника. Перспектива работы также создана при помощи западных приёмов с использованием оттенков и цветовых сочетаний. При этом горы на заднем плане картины написаны в китайской манере, присущей дворцовым живописцам империи Цинь. В произведении использован эффект оптического изображения, благодаря которому лицо императора смотрится объёмным. На картине присутствуют чётко разделённые ближний, средний и дальний планы. Благодаря тому, что художник увеличил привычное расстояние между передним планом, где изображены растения, и средним планом, где изображён непосредственно Цяньлун на коне, эффект объёма усиливается ещё больше. Расстояние между средним планом и фоном оптически увеличивается, в свою очередь, благодаря ярким цветам на фигурах императора и коня с меньшим количеством теней на более сдержанном по цветовой гамме фоне.